# Спогодба Клодиус-Попов
Спогодбата Клодиус-Попов е тайно споразумение между Царство България и Германската империя, регламентиращо правата на Третия Райх в присъединените към царството територии на Вардарска Македония и Беломорието.

## Спогодба Клодиус-Попов
Сключено е на 24 април 1941 г. от българския министър на външните работи Иван Попов и германския пратеник Карл Клодиус. Целта му е да се предостави неограничено право на Райха да експлоатира природните суровини в преотстъпените на България територии след успешния край на военните операции срещу кралствата Югославия и Гърция, известни съответно като Ауфмарш 25 и Марита.
По силата на споразумението, България признава правото на Райха върху извършените във военно време конфискации, както и собствеността на залежите от хром край Скопие. Райхът се сдобива с правото свободно да изнася за тази руда, както и други суровини от тези територии. България се задължава и да поеме разходите за германските военни съоръжения във Вардарска Македония и Беломорието.
По силата на спогодбата, България поема и изплащането на финансовите задължения на бившето Кралство Югославия към Германия, но само частично за тези новоприсъединени към царството предходни югославски земи. Уговорена и подписана е и клауза за защита на германските интереси, които да се ползват с предимство при отдаването на концесии в тези земи. Спогодбата налага и някои други ограничения върху българската власт (суверенитета) във Вардарска Македония и Беломорието.
След края на Втората световна война на 13 ноември 1944 година с решение на комисията по стопанска администрация към Държавна сигурност ръководството на БНБ е обвинено, че е спазвало спогодбата без тя да има задължителен характер. Официална регистрация на спогодбата не е намерена в архивите на министерството на търговията и министерството на външните работи.